# Храм Всех Святых (Курск)
Храм Всех Святы́х (Всехсвя́тская це́рковь) — православный храм в Центральном округе города Курска, располагающийся у ограды Херсонского кладбища на улице Энгельса. Памятник архитектуры местного значения.

## История
Храм заложен в 1813 году в честь святой Екатерины на новом тогда Херсонском кладбище по прошению купца 2-й гильдии С. А. Александрова, строительство осуществлялось на его средства и было завершено к 1819 году. Храм был освящён лишь в 1836 году в честь Всех Святых (а не святой Екатерины), поэтому праздновались два престольных праздника. На протяжении двух столетий церковь неоднократно перестраивалась. В 40-е годы XIX века храм был кирпичным, одноглавым, в классическом стиле. Центральный объём был круглым и завершался круглым барабаном с купольным сводом; с востока к нему примыкала прямоугольная апсида, с запада — трёхъярусная колокольня со шпилем и притвор. В 1899 году епархиальный архитектор В. Г. Слесарев разработал проект пристройки северного и южного приделов, однако до начала Первой мировой войны этот проект был осуществлён лишь наполовину: произведена пристройка только северного придела, в котором организован престол во имя святой Екатерины.
В 1901 году у Всехсвятской церкви был установлен памятник на могиле бывшего первого всесословного городского головы П. А. Устимовича, который сохранился до наших дней.
В январе 1939 года храм был закрыт, вскоре была разрушена его колокольня. В конце 1941 года богослужения были возобновлены.
В 1992 году по проекту архитекторов И. Л. Брагина и Д. А. Кубрина был пристроен южный придел (таким образом была достигнута симметрия здания, задуманная архитектором Слесарёвым), на прежнем месте восстановлена колокольня. Южный придел был освящен во имя Алексия, человека Божиего. Рядом с церковью был построен церковный дом. Архитектурный комплекс был обнесён оградой. В настоящее время при храме работает детская Воскресная школа.